# Les Rives du fleuve (téléfilm)
Pour les articles homonymes, voir Les Rives du fleuve.
Pour plus de détails, voir Fiche technique et Distribution.
Les Rives du fleuve est un téléfilm français réalisé par Guillaume Nicloux d'après un scénario de Anne-Louise Trividic et Guillaume Nicloux.
Cette fiction, inspirée du livre Les Fossoyeurs  de Victor Castanet qui a obtenu le  prix Albert-Londres en novembre 2022, est une production de Storia Television (Mediawan) réalisée avec la participation de France Télévisions,,,,.

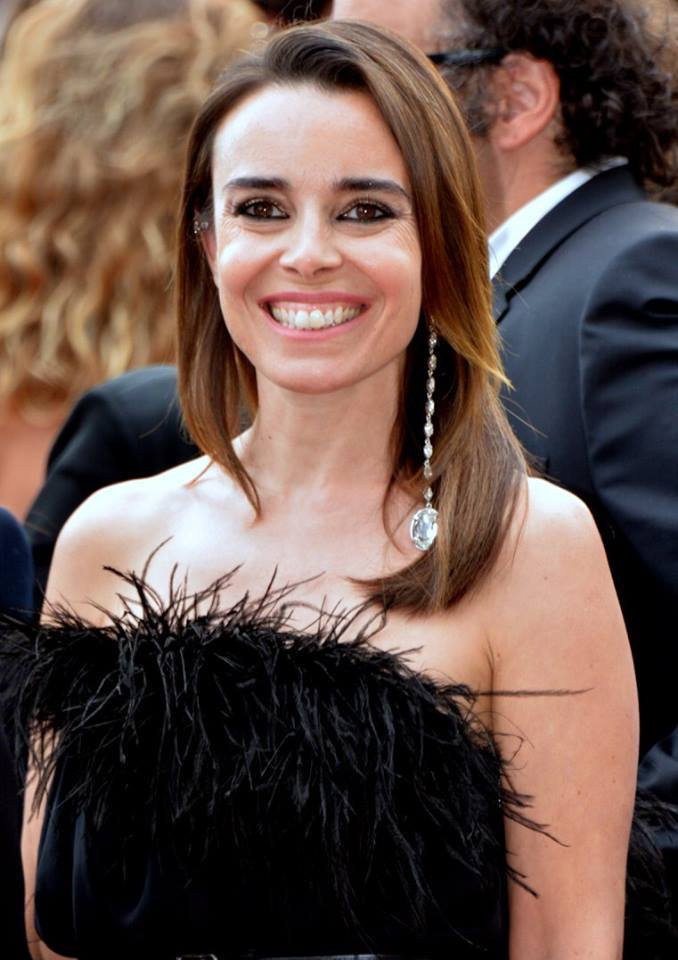
Élodie Bouchez.

## Fiche technique
Sauf indication contraire, les informations mentionnées dans cette section peuvent être confirmées par la base de données cinématographiques Allociné,  présente dans la section « Liens externes ».
- Titre français : Les Rives du fleuve
- Réalisation : Guillaume Nicloux[1],[2],[3],[4],[5]
- Scénario : Anne-Louise Trividic et Guillaume Nicloux[4],[5]
- Production : Thomas Anargyros et Sabine Barthélémy[5]
- Sociétés de production : Storia Television (Mediawan)[1],[2],[4],[5]
- Pays de production :  France
- Langue originale : français
- Format : couleur
- Genre : Drame
- Durée : 90 minutes
- Dates de première diffusion :

## Distribution
- Élodie Bouchez : Alice
- Didier Flamand : Jacques, l'oncle d'Alice
- Éric Caravaca : Olivier
- Françoise Lebrun : mère d'Alice
- Sammy Lechea : Nasser

## Production

### Genèse et développement
Le scénario est de la main d'Anne-Louise Trividic et Guillaume Nicloux, et la réalisation est assurée par Guillaume Nicloux,,,,.
La production est assurée par Thomas Anargyros et Sabine Barthélémy pour Storia Television (Mediawan).

### Tournage
Le tournage se déroule du 26 septembre au 24 octobre 2024 à Bordeaux, dans le département de la Gironde et en région Nouvelle-Aquitaine,,,,,.